# New Orleans (Schiff, 2007)
Die USS New Orleans (LPD-18) ist ein amphibisches Transport-Dockschiff der San-Antonio-Klasse der United States Navy. Sie trägt den Namen der Stadt New Orleans, Louisiana. Das Schiff dient dazu, ein voll ausgerüstetes Bataillon Marines zu transportieren und mit mitgeführten maritimen Transportmitteln anlanden zu lassen.

## Geschichte
Der Vertrag zum Bau des Schiffes wurde am 18. Dezember 1998 mit der Werft Northrop Grumman Ship Systems geschlossen und die Kiellegung fand am 14. Oktober 2002 bei Avondale Shipyard statt. Der Stapellauf war am 20. November 2004, die Taufe wurde von Carolyn Shelton, der Tochter von General Henry H. Shelton, einem ehemaligen Vorsitzenden der Vereinigten Stabschefs, durchgeführt. Die Navy nahm die New Orleans am 22. Dezember 2006 von der Werft entgegen, obwohl das Schiff nach schweren Mängeln während des Baus noch teilweise unvollendet war.
Die New Orleans wurde ebenfalls nicht verwendungsfähig am 5. März in ihrer Namensstadt in Dienst gestellt. Danach wurde sie durch den Panamakanal nach San Diego, Kalifornien, überführt, um zur Pazifikflotte zu stoßen. Am 3. Mai erreichte sie ihren Heimathafen, die Naval Base San Diego, wo sie ihrem Verband, dem Amphibious Squadron Five, zugeteilt wurde.
Im August 2008 kontrollierte das Inspektions- und Überwachungsgremium (Board of Inspection and Survey) der US Navy das Schiff auf seine Verwendungstauglichkeit und stieß weiterhin auf schwere Mängel. Das Resultat war verheerend für die Bauwerft. Das Schiff sei nicht in der Lage, seine Mission zu erfüllen. Es gebe Materialprobleme im Welldeck sowie in Lagerräumen, Fahrzeugrampen funktionierten nicht und der Zustand der Besatzungskabinen sei nicht zufriedenstellend. Zusätzlich sei der Antrieb unzuverlässig, die Waffensysteme fielen nach einem Testschuss aus.
Ein weiterer Test Ende 2008 verlief vielversprechender, die New Orleans führte im Dezember bereits Testfahrten mit der Kampfgruppe um die Boxer und Teilen der 13th Marine Expeditionary Unit durch. Mit der Boxer verlegte das Schiff Anfang 2009 auch erstmals. Auf dieser Fahrt kollidierte die New Orleans am 20. März mit dem Atom-U-Boot Hartford in der Straße von Hormus. Dabei wurde ein Treibstofftank der New Orleans beschädigt, rund 95.000 Liter Diesel liefen ins Meer. Außerdem wurden drei Abteilungen der New Orleans geflutet. An Bord der Hartford wurden 15 Seeleute leicht verletzt. Beide Kriegsschiffe liefen unter eigener Kraft den Hafen Mina Salman in Bahrain an, um die Schäden näher zu untersuchen. Ende April wurde die New Orleans bei Arab Shipbuilding and Repair Yard eingedockt, um die Schäden beheben zu lassen. Mitte Mai dockte das Schiff wieder aus.
Im Juni 2010 begann für die New Orleans die dreimonatige Übung Southern Partnership Station mit mittel- und südamerikanischen Marinen. Im November lag sie für drei Monate zur Überholung in der Werft in San Diego. Ende 2011 verlegte das Schiff dann an der Seite der Makin Island in den Pazifik.
Im Herbst 2019 verlegte sie von ihrem bisherigen Heimathafen San Diego in ihren neuen Stützpunkt im japanischen Sasebo, wo sie zum 1. Dezember 2019 zur 7. Flotte stieß.